# Pedicularis curvituba
Pedicularis curvituba är en snyltrotsväxtart. Pedicularis curvituba ingår i släktet spiror, och familjen snyltrotsväxter.

## Underarter
Arten delas in i följande underarter:
- P. c. curvituba
- P. c. provotii